# Gestreepte anolis
De gestreepte anolis of gestreepte boomhagedis (Anolis lineatus) is een hagedis uit de familie anolissen.

## Naam en indeling
De wetenschappelijke naam van de soort werd voor het eerst voorgesteld door Daudin in 1802. Carl Linnaeus beschreef de soort al in 1758 als Lacerta strumosa maar deze naam werd in 1991 door Jay M. Savage & Craig Guyer verworpen. De hagedis werd vroeger tot het geslacht Ptychonotus gerekend en was een van de soorten die lange tijd tot het geslacht Norops behoorden. De soortaanduiding lineatus betekent vrij vertaald 'gestreept'.
In het natuurlijke verspreidingsgebied wordt de hagedis ook wel aangeduid met kaku, toteki en waltaka.

## Uiterlijke kenmerken
De gestreepte anolis is een relatief grote soort, de mannetjes kunnen een kopromplengte bereiken van 8,5 centimeter. Omdat de staart veel langer is dan de rest van het lichaam kan de totale lichaamslengte oplopen tot 28,5 cm.
De lichaamskleur is grijsachtig tot bruin, aan de flanken zijn twee lichtere strepen of vlekkenrijen aanwezig waaraan de Nederlandstalige naam is te danken. De buikzijde is lichtgrijs van kleur. De keelwam van de mannetjes is oranje van kleur met een gele rand en een zwarte vlek aan de keel. Tussen de ogen is een onregelmatige donkerte vlekkenrij aanwezig.

## Verspreiding en habitat
De soort komt voor in de Caraïben en leeft op de eilanden Aruba en Curaçao inclusief het eiland Klein Curaçao, waar de anolis recentelijk door de mens is ingevoerd. De hagedis is eveneens geïntroduceerd in Suriname.
De habitat bestaat uit droge tropische en subtropische streken waar het vegetatietype bestaat uit scrubland. De soort is aangetroffen van zeeniveau tot op een hoogte van ongeveer 375 meter boven zeeniveau. De soort is onder andere bekend van de hoogste berg van Curaçao, de Christoffelberg.

## Beschermingsstatus
Door de internationale natuurbeschermingsorganisatie IUCN is de beschermingsstatus 'veilig' toegewezen (Least Concern of LC).